# Anilios centralis
Anilios centralis är en ormart som beskrevs av Storr 1984. Anilios centralis ingår i släktet Anilios och familjen maskormar. Inga underarter finns listade i Catalogue of Life.
Denna orm förekommer i centrala Australien. Den vistas i områden med varierande växtlighet och den besöker ofta samhällen kanter. Exemplar hittas ofta vid vattendrag. Honor lägger ägg.
För beståndet är inga hot kända. Populationen är större under år som är rik på regn. IUCN listar arten som livskraftig (LC).